# Orquesta Sinfónica Nacional de Colombia
L'Orquesta Sinfónica Nacional de Colombia (in spagnolo: Orchestra Sinfonica Nazionale della Colombia)
è stata fondata nel 2003 dopo la liquidazione della Orquesta Sinfónica de Colombia del dicembre 2002.  L'Orchestra Sinfonica colombiana operava dal 1936 sotto gli auspici dello Stato colombiano ed è stata liquidata nell'ambito di un ampio piano di privatizzazioni.  L'Orchestra Sinfonica Nazionale della Colombia fa parte dell'Associazione Nazionale di Musica Sinfonica, un'Organizzazione non a scopo di lucro creata dal Ministero della Cultura colombiano, da cui riceve finanziamenti per sostenere l'orchestra e altre orchestre nel paese. 

## Direttori musicali precedenti
- 2003: Luis Biava
- : Alejandro Posada
- 2007: Eduardo Carrizosa
- 2009 - 2012: Baldur Brönnimann
- 2014: Olivier Grangean